# Tadeusz Chrobak (kartograf)
Tadeusz Ryszard Chrobak (ur. 9 marca 1941 w Krakowie, zm. 13 grudnia 2024) – polski kartograf, profesor, prodziekan WGGiIŚ AGH (2002–2005).

## Życiorys
Był absolwentem Akademii Górniczo-Hutniczej im. Stanisława Staszica, w 1978 r. obronił pracę doktorską pt. Uogólniona metoda metryczna badania przekształceń podobnych przy użyciu reprokamery, której promotorem był prof. Stanisław Boczar, w 2000 r. habilitował się na podstawie pracy zatytułowanej Badanie przydatności trójkąta elementarnego w komputerowej generalizacji kartograficznej. W 2008 uzyskał tytuł profesora nauk technicznych.
Pracował w Państwowej Wyższej Szkole Techniczno-Ekonomicznej im. ks. Bronisława Markiewicza w Jarosławiu, w Politechnice Warszawskiej i w Akademii Górniczo-Hutniczej im. Stanisława Staszica w Krakowie.
Był członkiem i przewodniczącym Komisji Geoinformatyki PAU, oraz zastępcą przewodniczącego i członkiem Komitetu Geodezji PAN.
Został członkiem krajowym korespondentem Polskiej Akademii Umiejętności.

## Odznaczenia i wyróżnienia
- Medal Stowarzyszenia Kartografów Polskich im. Andrzeja Makowskiego[2]
- Złoty Krzyż Zasługi[2]
- Srebrny Krzyż Zasługi[2]
- Medal Komisji Edukacji Narodowej[2]